# La Selle-en-Hermoy
La Selle-en-Hermoy è un comune francese di 791 abitanti situato nel dipartimento del Loiret nella regione del Centro-Valle della Loira.

## Società

### Evoluzione demografica
Abitanti censiti